# Шифлетт, Крис
Кристофер Абри Шифлетт (англ. Christopher Aubrey Shiflett, 6 мая 1971 года, Санта Барбара) — американский гитарист. Наиболее известен как гитарист рок-группы Foo Fighters. Младший брат музыканта Скотта Шифлетта.

## Биография
Шифлетт присоединился к Foo Fighters после выхода их третьего альбома, There Is Nothing Left to Lose. Первый альбом, в записи которого он принял участие, был One by One. Прежде чем присоединиться к Foo Fighters, Шифлетт был неотъемлемым гитаристом панк-рок группы No Use for a Name. Foo Fighters потеряли обоих гитаристов: Пэта Смира (который играл в группе The Germs и был сессионным гитаристом Nirvana) и Франца Сталя, ранее игравшего с фронтменом, Дэйвом Гролом, в группе Scream, — поэтому места были свободны. Зная, что он не сможет отказаться, Шифлетт ушёл из своей бывшей группы.
Его уход был неожиданным для группы, потому как No Use for a Name была готова отправиться в тур для поддержки их последнего на тот момент альбома, More Betterness!. Шифлетт был заменен Дэйвом Nassie, который ранее участвовал в сольных проектах вокалиста Suicidal Tendencies, Майка Мьюира. Крис начал свою карьеру в другой группе, названной Lost Kittenz с будущими участниками группы Sugarcult. В настоящее время он также играет в панк-рок группе Me First and the Gimme Gimmes, исполняющую каверы на известные песни, в его собственном стороннем проекте, Jackson United и в группе Viva Death вместе с его братом Скоттом. Во многих группах Шифлетт играл под псевдонимом Jake Jackson
За время проведенное в группе Me First and the Gimme Gimmes, Крис успел сделать татуировку «Gimme Gimme» на внутренней стороне нижней губы.
В 2009 году Шифлетт сыграл в группе, названной The Real McCoy (не путать с евродэнс-коллективом), которая была создана Энди Маккоем, гитаристом финской рок-группы Hanoi Rocks. Впоследствии группа дала всего три концерта.
В 2010 году Шифлетт создал новый проект, ориентированный на кантри-музыку, Chris Shiflett & the Dead Peasants, выпустив одноимённый альбом в июле.
Крис женат и имеет трех сыновей: Liam John, Dashell Ellis и Eamon Riley.

## Дискография

### С группой No Use for a Name
- Making Friends, 1997
- More Betterness!, 1999

### С группой Me First and the Gimme Gimmes
- Have a Ball, 1997
- Are a Drag, 1998
- Blow in the Wind, 2001
- Take a Break, 2003
- Ruin Jonny’s Bar Mitzvah, 2004
- Love Their Country, 2006
- Have Another Ball, 2008

### С группой Foo Fighters
- One by One (2002)
- In Your Honor (2005)
- Echoes, Silence, Patience & Grace (2007)
- Wasting Light (2011)
- Sonic Highways (2014)
- Concrete and Gold (2017)
- Medicine at Midnight (2021)
- But Here We Are (2023)

### C группой Viva Death
- One Percent Panic, 2006

### С группой Chris Shiflett & the Dead Peasants
- Chris Shiflett & the Dead Peasants, 2010
- All Hat and No Cattle, 2013

### Прочее
- Swingin' Utters — Five Lessons Learned, 1998 (соло-гитара в песнях «I Need Feedback» и «United 21»)
- Jesse Malin — Glitter In The Gutter (дополнительная гитара в '«Prisoners Of Paradise»')